# Callicostella seychellensis
Callicostella seychellensis là một loài rêu trong họ Pilotrichaceae. Loài này được (Besch.) Renauld mô tả khoa học đầu tiên năm 1897.